# Panique (1946)
Panique is een Franse dramafilm uit 1946 onder regie van Julien Duvivier. Het scenario is gebaseerd op de roman Les Fiançailles de Mr. Hire (1933) van de Belgische auteur Georges Simenon.

## Verhaal
Mijnheer Hire heeft een oogje op zijn buurvrouw Alice. Wanneer er een vrouw wordt vermoord in de buurt, komt hij er al spoedig achter dat de verloofde van Alice de moordenaar is.

## Rolverdeling
| Acteur           | Personage           |
| ---------------- | ------------------- |
| Viviane Romance  | Alice               |
| Michel Simon     | Mijnheer Hire       |
| Max Dalban       | Capoulade           |
| Émile Drain      | Mijnheer Breteuil   |
| Guy Favières     | Mijnheer Sauvage    |
| Louis Florencie  | Inspecteur Marcelin |
| Charles Dorat    | Inspecteur Michelet |
| Lucas Gridoux    | Mijnheer Fortin     |
| Marcel Pérès     | Cermanutti          |
| Lita Recio       | Marcelle            |
| Michel Ardan     | Fernand             |
| Michèle Auvray   | Mevrouw Branchu     |
| Lucien Carol     | Inspecteur Benoit   |
| Olivier Darrieux | Étienne             |
| Josiane Dorée    | Mouchette           |